# Gymnobracon denticoxa
Gymnobracon denticoxa är en stekelart som först beskrevs av Günther Enderlein 1920.  Gymnobracon denticoxa ingår i släktet Gymnobracon och familjen bracksteklar. Inga underarter finns listade i Catalogue of Life.